# بانثاي

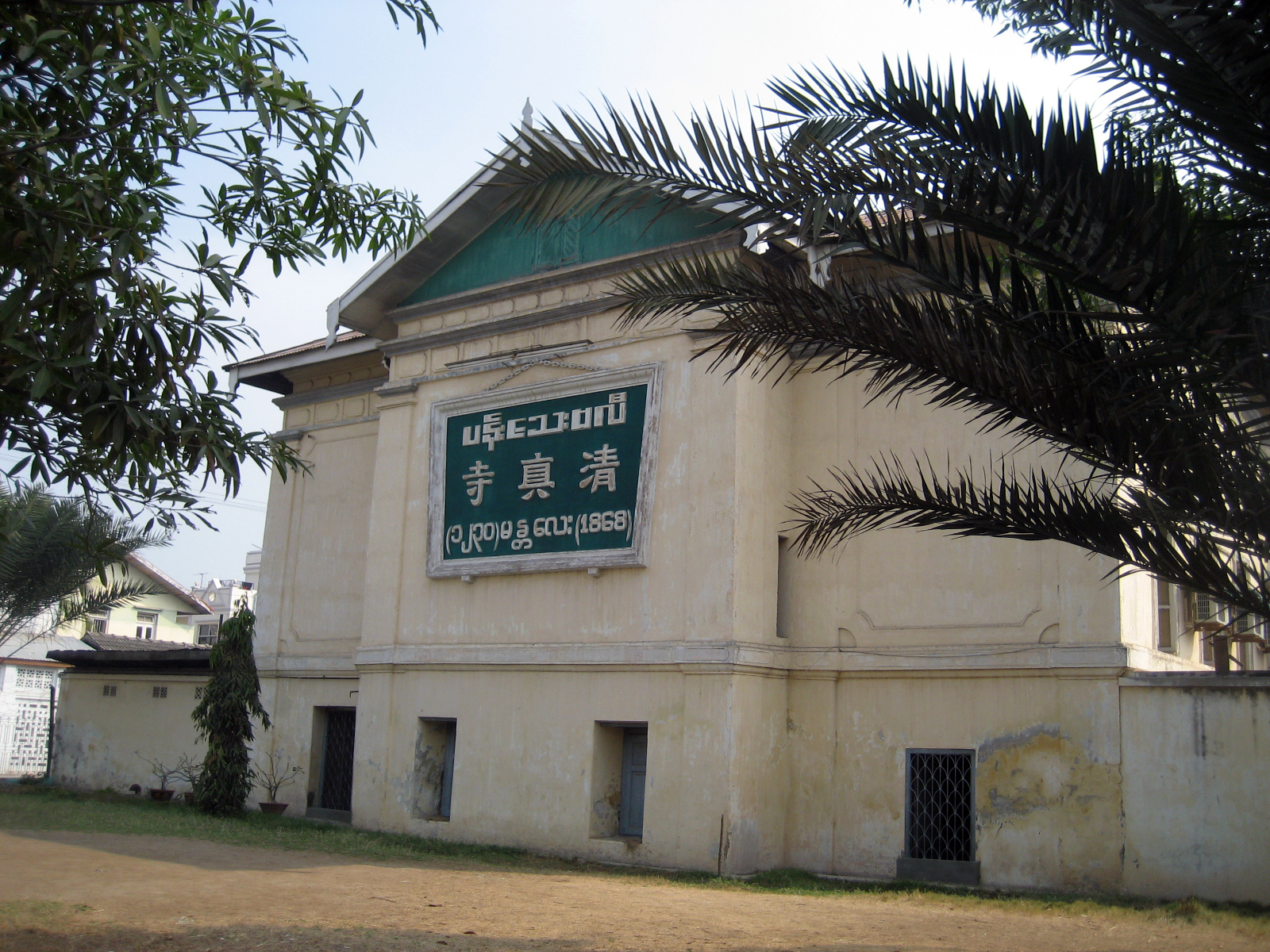
جامع لقومية بانتاي في ماندلاي

بانثاي، هي مجموعة عرقية من المسلمين الصينيين في بورما، ويشار إليهم كأقدم مجموعة من المسلمين الصينيين في هذه الدولة. وبسبب الاختلاط لم تعد تحتفظ بميزتها الثقافية كما كانت في السابق.
وبانتاي مصطلح يستخدم للإشارة إلى الأغلبية المسلمة من شعب هوي في الصين الذين هاجروا إلى بورما، ويعتبرون من بين أكبر المجموعات البورمية الصينية، ويقيمون في الغالب في المناطق الشمالية من بورما (المعروفة سابقًا باسم بورما العليا)، ولا سيما في تانغيان - مايميو - ماندالاي - منطقة تونجيي وولايات شان. «بانثاي» هي كلمة بورمية ترادف كلمة «بانغ هسي» الشانية،. كان الاسم الذي أطلق على البورميون المسلمين الصينيين الذين جاءوا مع القوافل إلى بورما من مقاطعة يونان الصينية.

### فهرس
1. ↑  Scott 1900، صفحة 607.
2. ↑  Yule & Burnell 1968، صفحة 669.

### معلومات كاملة للمراجع
- Scott، James George (1900). Gazetteer of Upper Burma and the Shan States. Rangoon Government Printing. ج. 1. مؤرشف من الأصل في 2022-02-18.
- Yule، Col. Henry؛ Burnell، A. C. (1968). Hobson-Jobson- A Glossary of Colloquial Anglo-Indian Words and Phrases, and of Kindred Terms, Etymological, Historical, Geographical And Discursive. Delhi-.Munshiran Manoharlal. ج. 1.